# Heinz Dieter Köhler
Heinz Dieter Köhler (* 22. Februar 1926 in Köln; † 26. März 2019 in Gummersbach) war ein deutscher Theater- und Hörspielregisseur.

## Leben
Nach einem Studium der Ethnologie, der Soziologie und der Theaterwissenschaft an der Universität zu Köln arbeitete Heinz Dieter Köhler ab 1953 zunächst als Regieassistent beim damaligen Nordwestdeutschen Rundfunk in Köln. Sein Handwerk lernte er bei so bekannten Regisseuren wie Ludwig Cremer, Raoul Wolfgang Schnell oder Wilhelm Semmelroth. 1959 erhielt Köhler eine Festanstellung beim Westdeutschen Rundfunk und zeichnete bis zu seinem Ruhestand im Jahr 1991 für eine große Zahl von Produktionen verantwortlich. Eine seiner bekanntesten Arbeiten ist die 1980 entstandene Hörspielfassung von J. R. R. Tolkiens Roman Der kleine Hobbit mit bekannten Sprechern wie Martin Benrath, Horst Bollmann, Bernhard Minetti oder Jürgen von Manger.
Köhler war darüber hinaus von 1969 bis 1976 Leiter der Rheinischen Redaktion beim WDR und inszenierte neben seiner Tätigkeit als Hörspielregisseur gelegentlich an Theatern in Aachen und Dortmund sowie bei den Burgfestspielen in Mayen.
Heinz Dieter Köhler lebte in Königswinter und verstarb Ende März 2019 in Gummersbach. Beigesetzt wurde er am 18. April 2019 auf dem Friedhof in Troisdorf-Bergheim.

## Hörspiele
- 1958: Tom Sawyers Abenteuer (8 Teile) – Autor: Mark Twain
- 1959: Nicola – Autor: Wolfgang Altendorf
- 1960: Doppelgänger – Autor: Richard Ose
- 1961: Die Überstunden des Simon Parblinger – Autor: Josef Martin Bauer
- 1961: Geschichten vom Kater Musch (Folge: Fahrerflucht auf Rollschuhen) – Autor: Ellis Kaut
- 1961: Gordon Grantley (6 Teile) – Autor: John P. Wynn
- 1962: Revision – Autor: Ingeborg Drewitz
- 1962: Der fliegende Doktor (6 Teile) – Autor: Michael Noonan
- 1963: Mein Flug über den Ozean (6 Teile) – Autor: Charles Lindbergh
- 1964: Der Kampf um den Südpol (7 Teile) – Autor: Walter Jensen
- 1965: Tao Chang, der Geizhals – Autor: Wolfgang Ecke
- 1965: ABC und Phantasie. Lieder mit den Buchstaben O, G, Q, V, K, L W, E, X und Y. Eine Unterhaltungssendung für Kinder – Autor: James Krüss
- 1966: Vorsicht Fahrstuhl! – Autor: Jean Marsus
- 1967: Requiem für Josephine – Autor: Paul Barz
- 1968: Die Triffids (6 Teile) – Autor: John Wyndham
- 1968: Himmelfahrt – Autor: Herbert Lichtenfeld
- 1969: Plauderei mit einem diensttuenden Beamten – Autor: Rainer Puchert
- 1970: Laudatio – Autor: Paul Barz
- 1970: Stervenswöötche – Autor: Dieter Kühn
- 1971: Klara und die zwei Herren – Autor: Ivan Klíma
- 1972: Zu Hause bei Herrn Benjamin – Autor: Karl-Axel Häglund
- 1972: Der Mann und das taubstumme Mädchen – Autor: Michal Tonecki
- 1973: Szenen aus dem Eheleben – Autor: Barry Bermange
- 1973: Stille Nacht – Autor: Harald Mueller
- 1974: Rheinpromenade – Autor: Karl Otto Mühl
- 1974: Wie schützt man sich bei Raubüberfall – Autor: András Nyerges
- 1975: Erika – Autor: Ursula Krechel
- 1976: Nudelspinner – Autor: Hannelies Taschau
- 1977: Hölle für drei – Autor: Hans Nerth
- 1978: Die Wupper – Autor: Else Lasker-Schüler
- 1978: Geh aus mein Herz – Autor: Karl Otto Mühl
- 1978: Requiem für die Kirche – Autor: Joseph Breitbach
- 1979: Meine Häschen – Autor: Endre Vészi
- 1980: Birndorfers freier Samstag – Autor: Hermann Moers
- 1980: Der kleine Hobbit (5 Teile) – Autor: J. R. R. Tolkien
- 1981: Erstmal abwarten – Autor: Rolf Defrank
- 1982: Wie ein Herr gehärtet wurde – Autor: Borislav Pekic
- 1982: Christentum am Gletscher – Autor: Halldór Laxness
- 1983: Die langen zwölf Stunden der Kindheit – Autor: Gerd-Peter Eigner
- 1983: Spiel mit einem Tiger – Autor: Doris Lessing
- 1984: Jeder Mensch ist eine Supermacht – Autor: Jewgenij Jewtuschenko
- 1984: Schmetterlingstraum – Autor: Wang Meng
- 1984: Gespräche mit dem Henker – Autor: Kaszimierz Moczarski
- 1985: Glücklicher Vorgang – Autor: Gabriele Wohmann
- 1985: Largo Desolato – Autor: Václav Havel
- 1986: Der Spielball – Autor: Martin Grzimek
- 1986: Der Anwalt der Schatten – Autor: Eve Dessarre
- 1986: Knoll – Ne jans jewöhnliche Edelweisspirat us’m Ihrefeld – Autor: Klas Ewert Everwyn
- 1987: Kein Hörspiel – Autor: Peter Jacobi
- 1988: E I S – Autor: James Follet
- 1988: Crazy Horse sucht Rudi Dutschke – Autor: Erasmus Schöfer
- 1989: Ein Tag beim Zahnarzt – Autor: James Saunders
- 1989: Retter der Königin – Autor: Paul Barz
- 1989: Sanierung – Autor: Václav Havel
- 1990: Aus dem tiefen Wasser – Autor: Andrzej Mularczyk
- 1990: Der Stern der Ungeborenen (3 Teile) – Autor: Franz Werfel
- 1991: Mühsames Klettern im Altersbaum – Autor: Dieter Kühn

## Auszeichnungen
- 1978: Hörspiel des Monats April für Geh aus mein Herz von Karl Otto Mühl
- 1984: Hörspiel des Monats August für Schmetterlingstraum von Wang Meng
- 1989: Hörspiel des Monats September und Hörspiel des Jahres für Sanierung von Václav Havel